# Jiang Wenhao
Jiang Wenhao (ur. 2003) – chiński zapaśnik walczący w klasycznym.
Zajął ósme miejsce na mistrzostwach Azji w 2025. Mistrz Azji U-23 w 2023, 2024 i 2025. Wicemistrz świata i Azji juniorów w 2023 roku.